# Sarginae
Sarginae – podrodzina muchówek z podrzędu krótkoczułkich i rodziny lwinkowatych.
Muchówki te mają ciała metalicznie, często zielono ubarwione. Ich głowę, podobnie jak Chrysochlorininae i Hermetiinae, cechuje silnie wypukła część tylna, jednak biczyk czułków mają złożony tylko z pięciu lub sześciu członów. Użyłkowanie skrzydła cechują trzy żyłki medialne wychodzące z komórki dyskoidalnej oraz obecność żyłki poprzecznej bazymedialno-kubitalnej.
Dotychczas opisano ponad 560 gatunków z tej podrodziny. Klasyfikuje się je w rodzajach:
- Acrochaeta Wiedemann, 1830
- Amsaria Adisoemarto, 1974
- Cephalochrysa Kertesz, 1912
- Chloromyia Duncan, 1837
- Chrysochromioides Brunetti, 1926
- Dinosargus Lindner, 1968
- Eumenogastrina Enderlein, 1914
- Filiptschenkia Pleske, 1926
- Formosargus James, 1939
- Gongrosargus Lindner, 1959
- Himantigera James, 1982
- Lobisquama James, 1982
- Merosargus Loew, 1855
- Microchrysa Loew, 1855
- Microptecticus Lindner, 1936
- Microsargus Lindner, 1958
- Otochrysa Lindner, 1938
- Paraptecticus Grunberg, 1915
- Ptecticus Loew, 1855
- Ptectisargus Lindner, 1968
- Sagaricera Grunberg, 1915
- Sargus Fabricius, 1798
- Stackelbergia Pleske, 1930